# ذرات فوق ریز
ذرات فوق ریز (UltraFine Particles) ذرات معلقی در ابعاد نانو هستند که قطری کمتر از ۰٫۱ میکرومتر یا ۱۰۰ نانومتر دارند. قوانین خاصی برای این دسته از ذرات آلوده کننده هوا که بسیار کوچکتر از ذرات PM 10 و PM 2.5 هستند وجود ندارد، باور بر این است که پیامدهای بهداشتی این دسته از ذرات بیشتر از ذرات بزرگتر باشد. در اتحادیه اروپا، UFP موجود در هوای محیط را به‌صورت تجربی با مشخصات فنی تعریف می‌کنند. یکی از مهم‌ترین ویژگی‌های این ذرات اندازهٔ آن است، در این باره می‌توان اظهار داشت: «اندازهٔ این ذرات کوچکتر از چند میکرومتر و بزرگتر از ۷ نانومتر است». اگرچه معمول‌ترین مراجعه به UFP «کمتر از ۰٫۱ میکرومتر» است، اما این موضوع برای هوای محیط در اتحادیه اروپا نادرست شمرده می‌شود.
دو بخش اصلی وجود دارد که انواع UFP را دسته‌بندی می‌کند. UFPها می‌توانند مبتنی بر کربن یا فلز باشند، و می‌توان با توجه به خواص مغناطیسی این ذرات، آنها را به دسته‌های مختلف دیگر تقسیم کرد. دانشمندان با استفاده از میکروسکوپ‌های الکترونی و شرایط خاص آزمایشگاه فیزیکی توانستند مورفولوژی UFP را مورد بررسی قرار دهند. UFPهای موجود در هوا را می‌توان با استفاده از شمارنده ذرات تراکم اندازه‌گیری کرد، در این روش، ذرات با بخار الکل مخلوط شده و سپس خنک می‌شوند تا بخار اطراف آنها متراکم شود و پس از آن با استفاده از یک اسکنر نور شمارش می‌شوند. UFPها به صورت طبیعی و ساختگی (مصنوعی) وجود دارند. UFPها اصلی‌ترین بخش ذرات معلق در هوا تشکیل می‌دهند. UFPها به دلیل نفوذ تعداد بسیار زیادی از آنها به درون ریه، موجب اختلال در دستگاه تنفسی و سلامت بدن می‌شود.